# Sageretia lucida
Sageretia lucida är en brakvedsväxtart som beskrevs av Elmer Drew Merrill. Sageretia lucida ingår i släktet Sageretia och familjen brakvedsväxter. Inga underarter finns listade i Catalogue of Life.